# Lac-Simon
Lac-Simon é uma reserva indígena algonquina na província do Quebec, Canadá, situada na região administrativa de Abitibi-Témiscamingue, na Vallée-de-l'Or. · 
A comunidade situa-se sobre a margem oeste do Lago Simon, distante 32 km a sudeste de Val-d'Or. Sua população é chamada de Anishinaabe. São algonquinos e falam a língua algonquina e francesa.